# Église Saint-Clément de Nantes
Pour les articles homonymes, voir Église Saint-Clément.
L’église Saint-Clément est un lieu de culte catholique de Nantes, en France, construit au XIXe siècle. La Fraternité sacerdotale Saint-Pierre y célèbre des offices selon le rite tridentin.

## Historique

### Origines

#### Chapelle de l'hospice Saint-Clément
Au Ve siècle (probablement vers 490), une chapelle desservant un hospice de charité est édifiée, environ à 200 mètres au sud-est de l'emplacement de l'actuel édifice. À cette époque, l'édifice se situe en dehors des murs de la ville, entre les actuelles rues Sully et Geoffroy-Drouet. Le commanditaire de la chapelle, l'évêque Gérimius, y est enterré en 498,.

#### Première église Saint-Clément
En 1226, Pierre Mauclerc, pour la réalisation des nouvelles fortifications de la ville, fait détruire le lieu de culte, et, en 1227, la première église dédiée à saint Clément, 4e pape et évêque de Rome, saint patron des mariniers, est construite à l'angle des actuelles rues Maréchal-Joffre et Guibourg-de-Luzinais ; l'édifice est orienté ouest-est. Il occupe l'emplacement de l'actuel parvis, et empiète de deux mètres sur le « chemin de Paris » (actuelle rue Maréchal-Joffre). Lors de la construction de l'église du XIXe siècle, cette « vieille église » était toujours debout ; elle ne fut détruite que lors de la construction de la façade du nouveau bâtiment, sauf le mur nord qui servit de clôture au chantier. L'ancienne nef latérale sud se situait au niveau du clocher de l'actuelle église.
Le nouvel édifice, de forme rectangulaire, est constitué d'une nef unique, avant que deux bas-côté y soient ajoutés, le tout dominé par un clocher pointu couvert d'ardoises, et contenant trois cloches. Devant l'entrée, un porche permet de s'abriter avant l'ouverture des portes.
Au moment de la Révolution, en 1791, l'église est fermée au culte et vendue comme bien national sous le nom de « Liberté et Démosthène ». En 1803, les messes reprennent, l'église accueille alors l'abbé Duproz, son premier curé concordataire.
Des réparations sont faites en 1812, 1813 et 1816. L'église étant devenue vétuste, des travaux sont engagés pour la construction d'un nouveau lieu de culte.

### L'église néogothique
À la même époque, Théodore Nau achève le nouveau chœur de l'église Sainte-Croix, et Saint-Félix Seheult est chargé de la poursuite des travaux de la cathédrale depuis 1840, qui est une année charnière dans le style d'architecture des églises de la région nantaise, puisque la construction d'édifices dans un style néogothique se répand (la première étant la basilique Saint-Nicolas, sur des plans de Jean-Baptiste-Antoine Lassus). C'est le choix que fait l'architecte François Liberge (1800-1860), à qui est confiée la réalisation de l'église Saint-Clément. L'architecte-voyer de la ville de Nantes, Henri-Théodore Driollet, soutient le projet auprès du maire, Ferdinand Favre.
Les travaux sont entamés sous la conduite du curé de la paroisse, l'abbé Jean Richard, ancien curé de Chantenay-sur-Loire durant neuf ans, affecté à la paroisse de Saint-Clément en 1838. Il bénit la première pierre du nouvel édifice le 31 mai 1841.

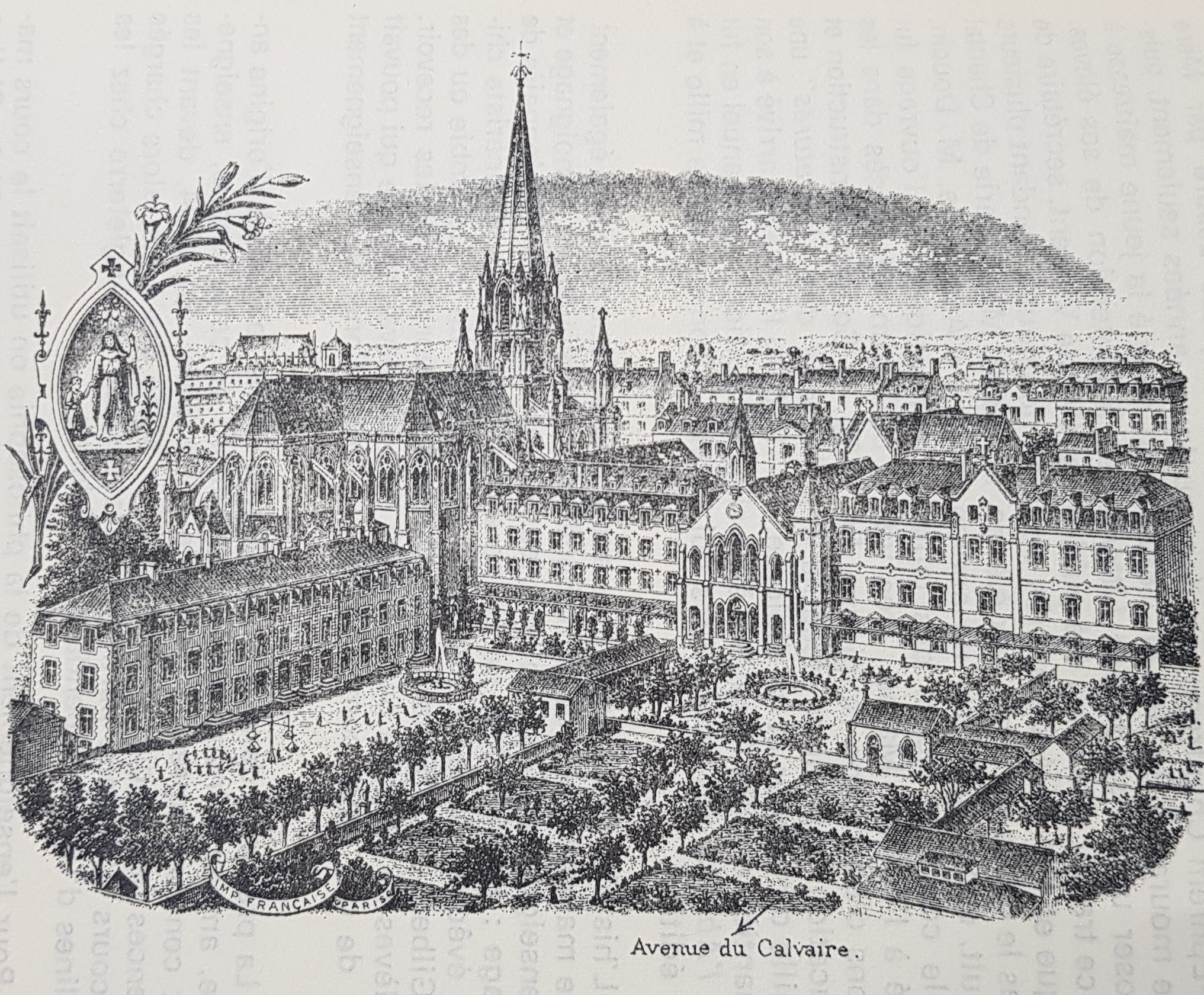
L'ancien couvent des ursulines de Nantes et l'église Saint-Clément.

Les premières parties achevées sont les trois nefs, le transept, ainsi que le chevet, orientés nord-ouest/sud-est, situés entre les rues Lorette-de-la-Refoulais et Guibourg-de-Luzinais. En 1845, alors que les murs s'élèvent à 12 mètres de hauteur, le financement fait défaut. Le 1er mai 1851, les travaux reprennent, et durent six ans. À partir de 1854, la pose de la voûte sur la nef centrale et les bas-côtés est entamée. La réalisation des portes et vitraux est confiée au maître verrier Échappé. Le 25 décembre 1857, l'évêque Mgr Jaquemet bénit l'église en présence du vicaire général du diocèse, François-Marie-Benjamin Richard, futur cardinal archevêque de Paris, et la première messe est célébrée par l'abbé Richard qui meurt un an plus tard.
En 1860, l'édification de la façade est entamée, sous la conduite du nouveau curé Donatien Demouy. Les plans sont dressés par l'architecte Henry Faucheur, qui, après sa mort, est remplacé par Eugène Boismen le 4 juillet 1865. C'est donc ce dernier qui est chargé de l'édification de la flèche, achevée le 15 mai 1868, et surmontée en 1875 d'une croix bénite le 23 août 1874.
D'abord équipée d'un harmonium, l'église reçoit un orgue Cavaillé-Coll le 25 janvier 1867. Louis Debierre, dont les ateliers se situent tout près du lieu de culte, livre un nouvel orgue en 1892. Il s'agit alors d'un instrument révolutionnaire, doté d'un système de transmission électrique inventé par Debierre en 1888. Cette innovation permet l'installation de l'orgue en deux buffets, situés dans deux arcatures latérales. L'instrument est restauré, en 1978, par Joseph Debierre de la maison Beuchet-Debierre, puis, en 2012, par Stéphane Robert, de la maison Robert Frères.
Une rénovation de l'église est effectuée entre 1951 et 1954.

### Les curés
- Pierre Bintin
- 1791-1791 : abbé Jean Paul Marie Anne Latyl (refuse)
- 1803- : abbé Duproz
- 1838- : abbé Jean Richard
- Donatien Demouy
- 1949- : Xavier Morilleau
- 1968-1970 : abbé Michel Viot
- 2000-2021 : abbé Yves Chéreau
- 2021- : abbé Hubert Vallet

Trois prêtres de la Fraternité sacerdotale Saint-Pierre desservent l’église Saint Clément et y célèbrent la messe selon la forme tridentine. L’abbé Guilhem Le Coq et l’abbé Gauthier Guillaume sont vicaire de la paroisse.

## Galerie

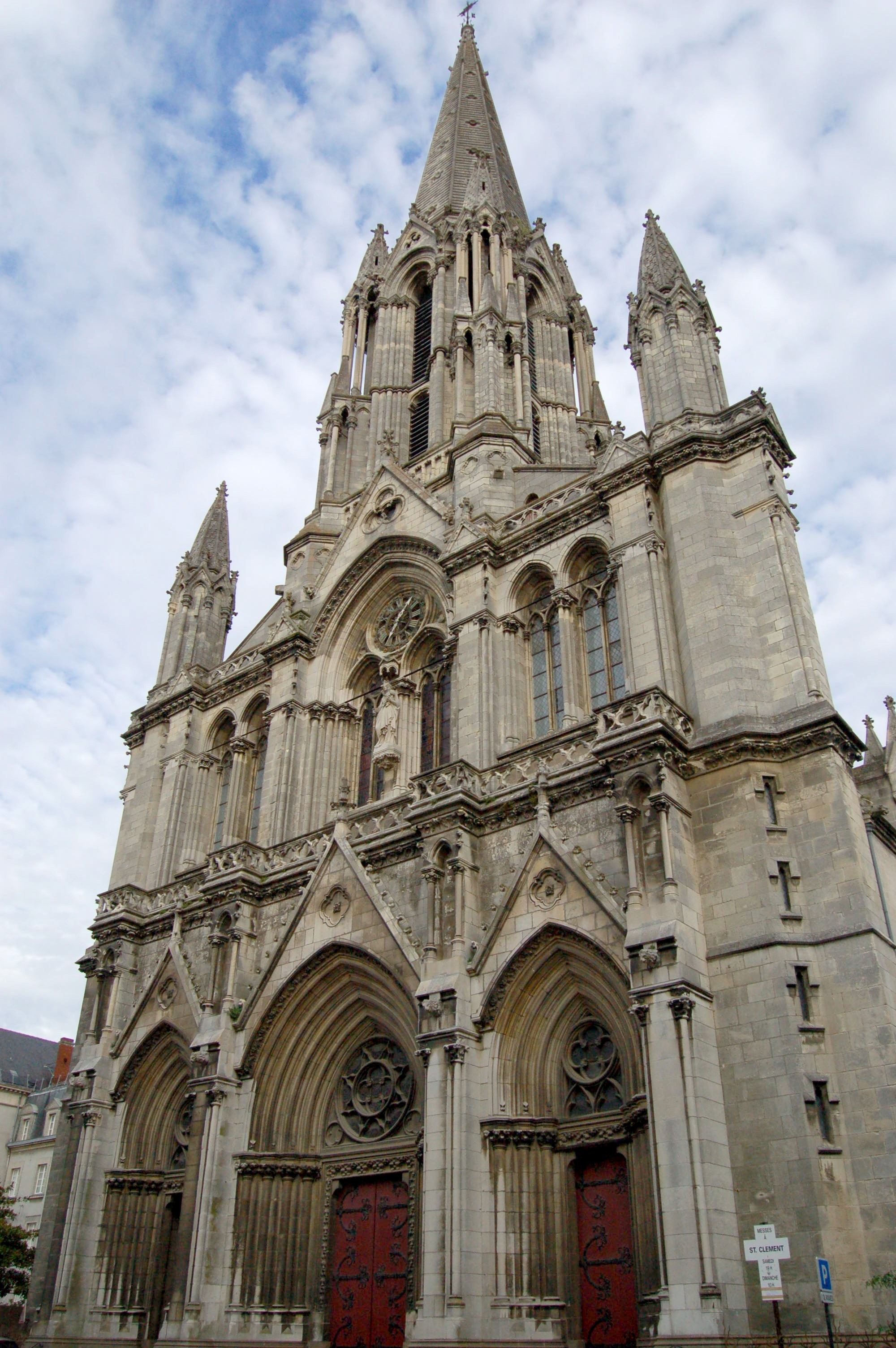
Façade
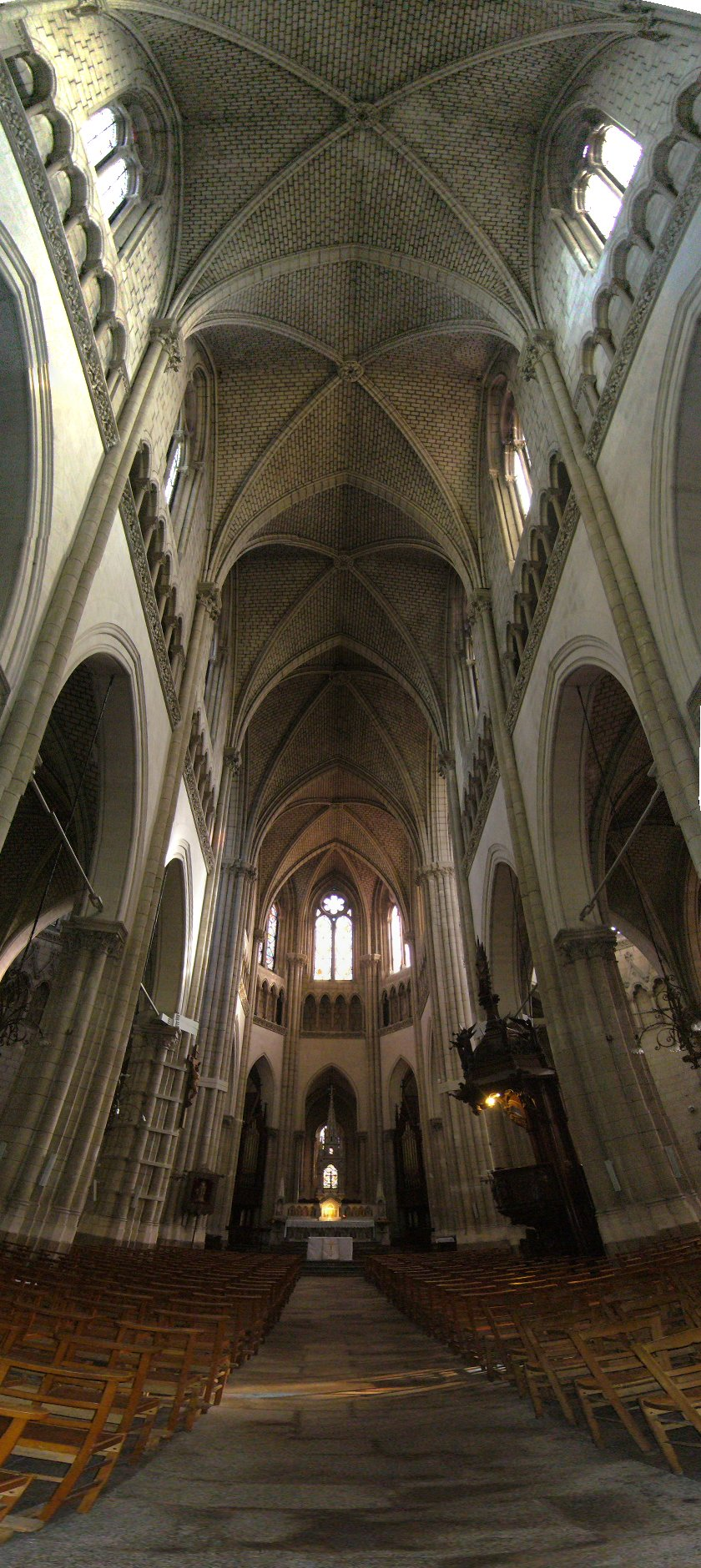
La nef
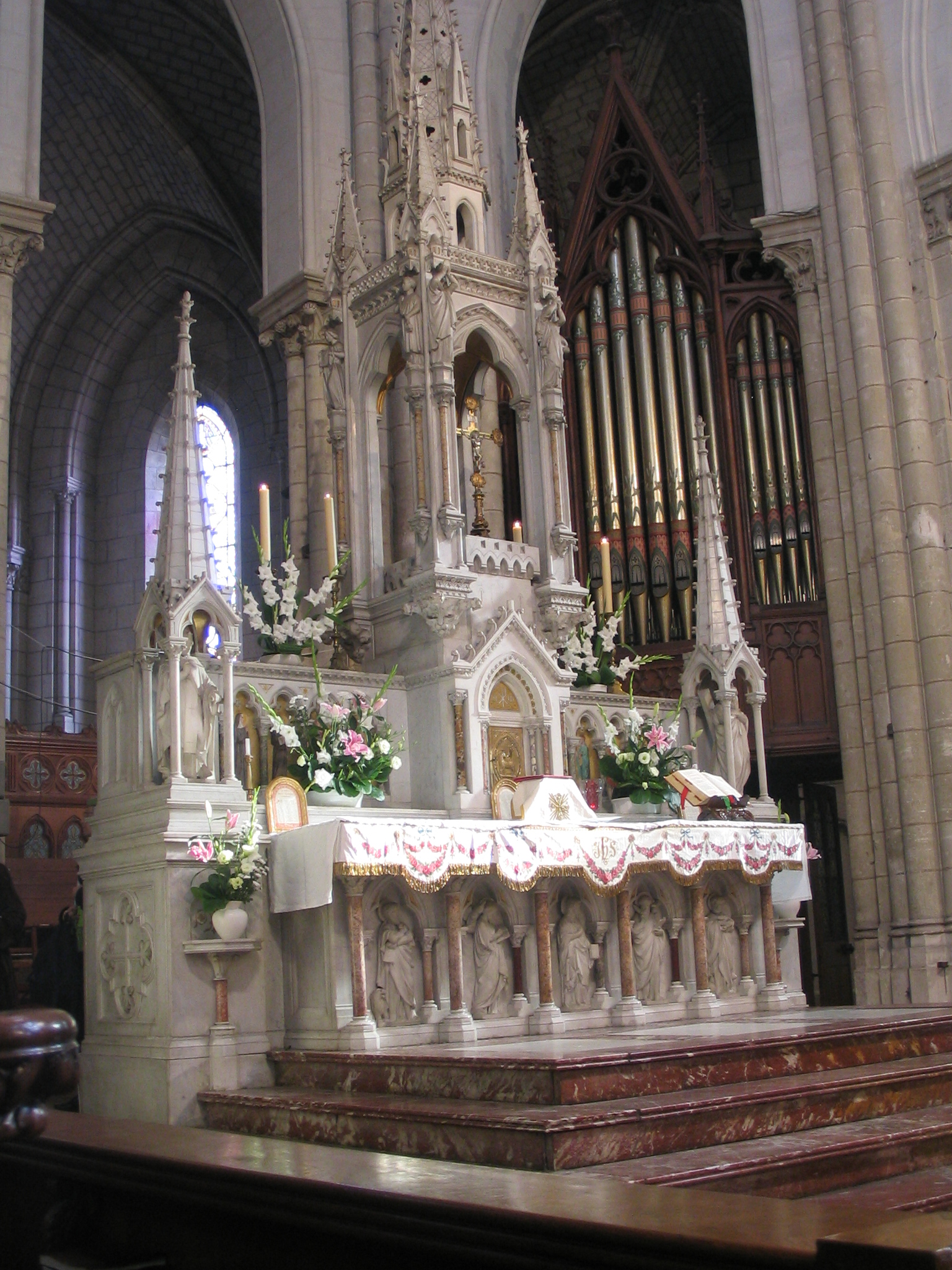
Autel richement décoré et orgue de chœur avec tuyaux peints.
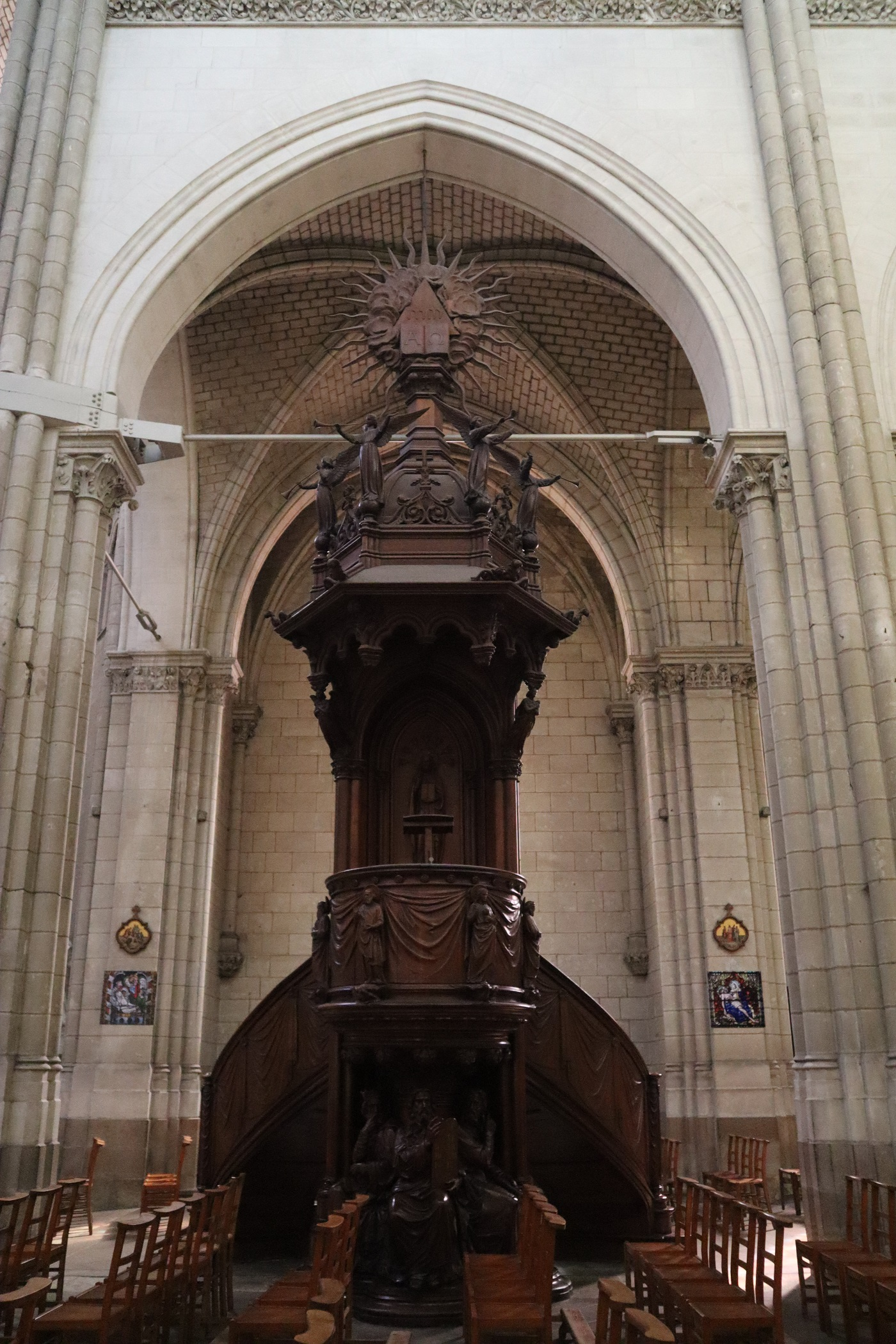
Chaire
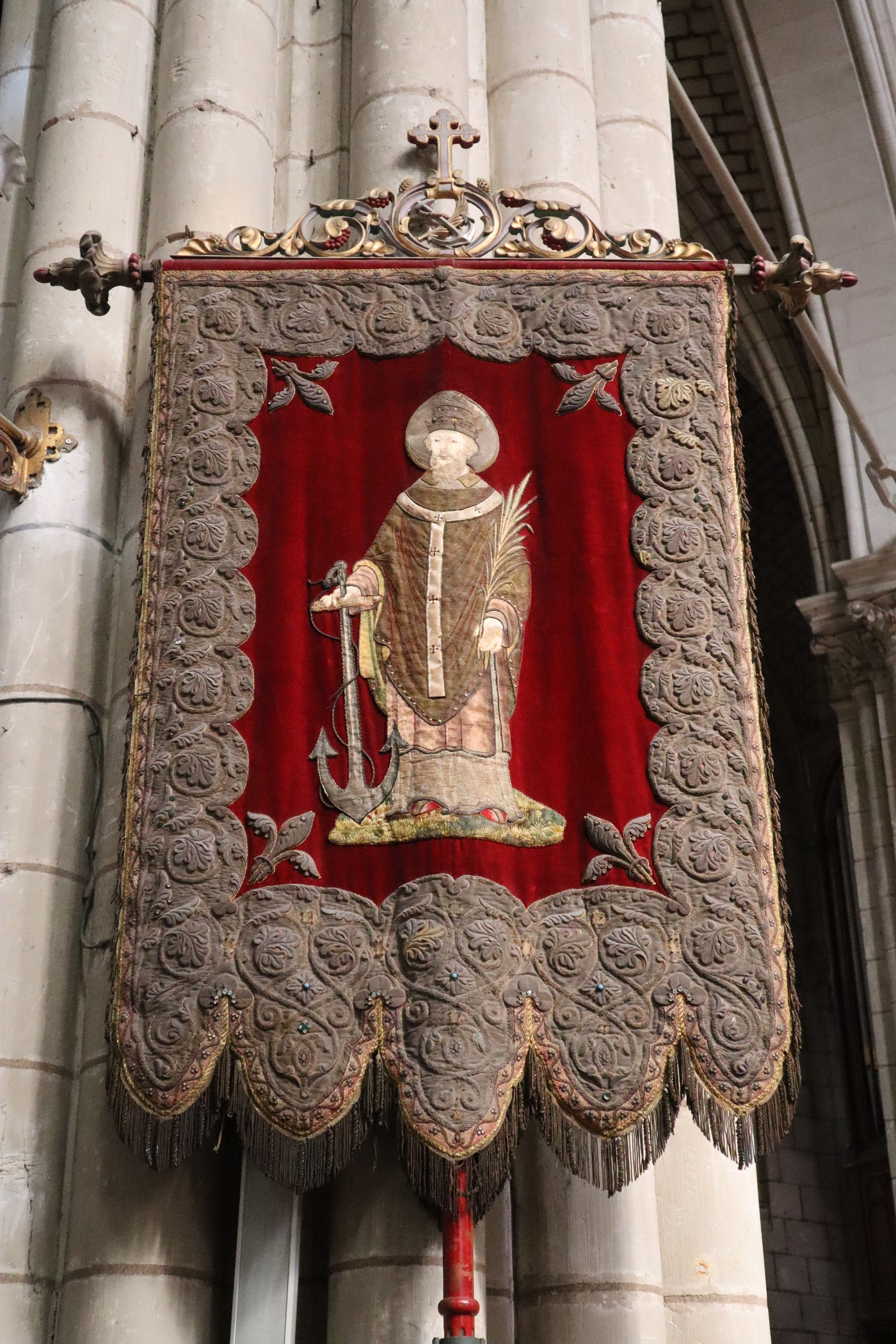
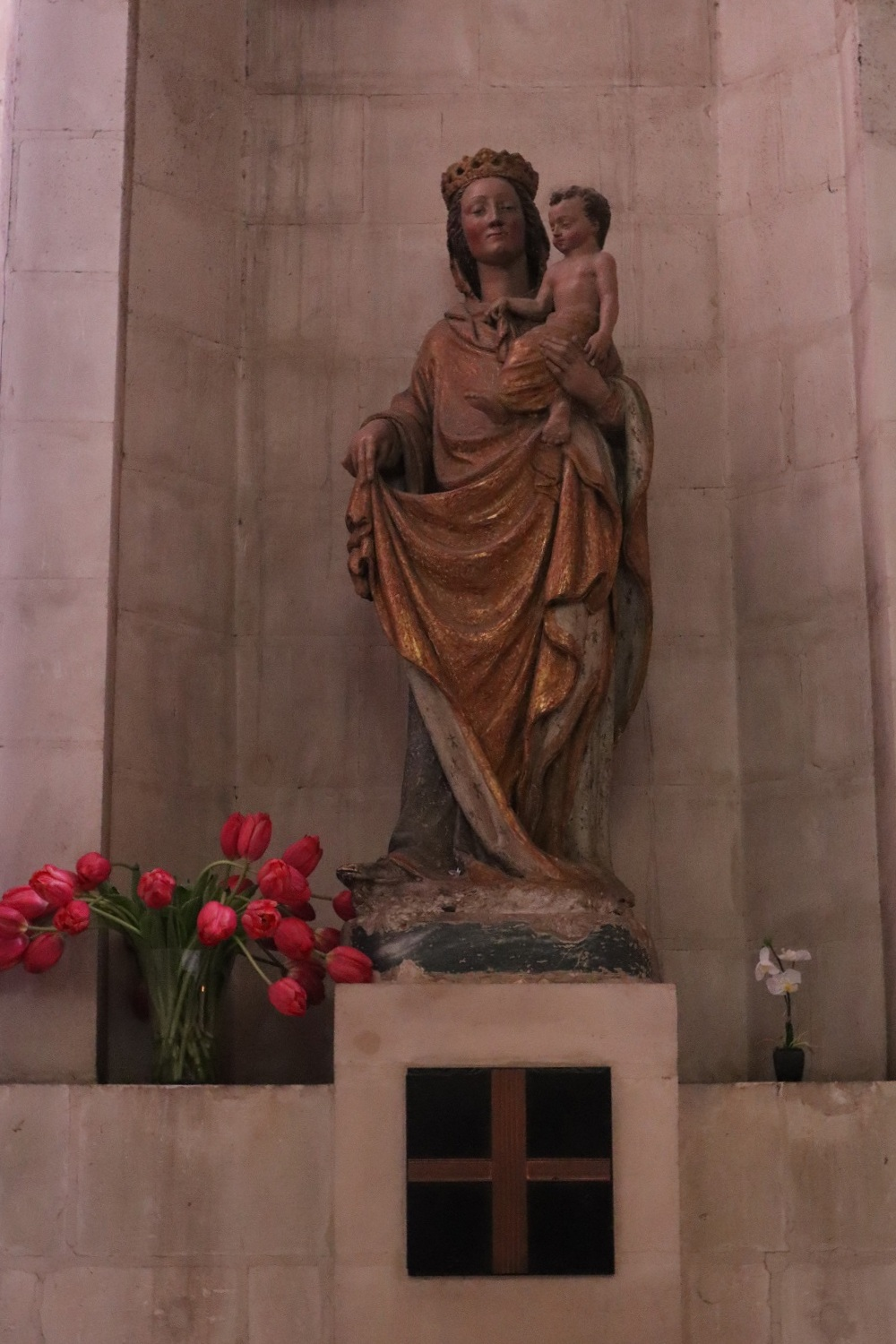
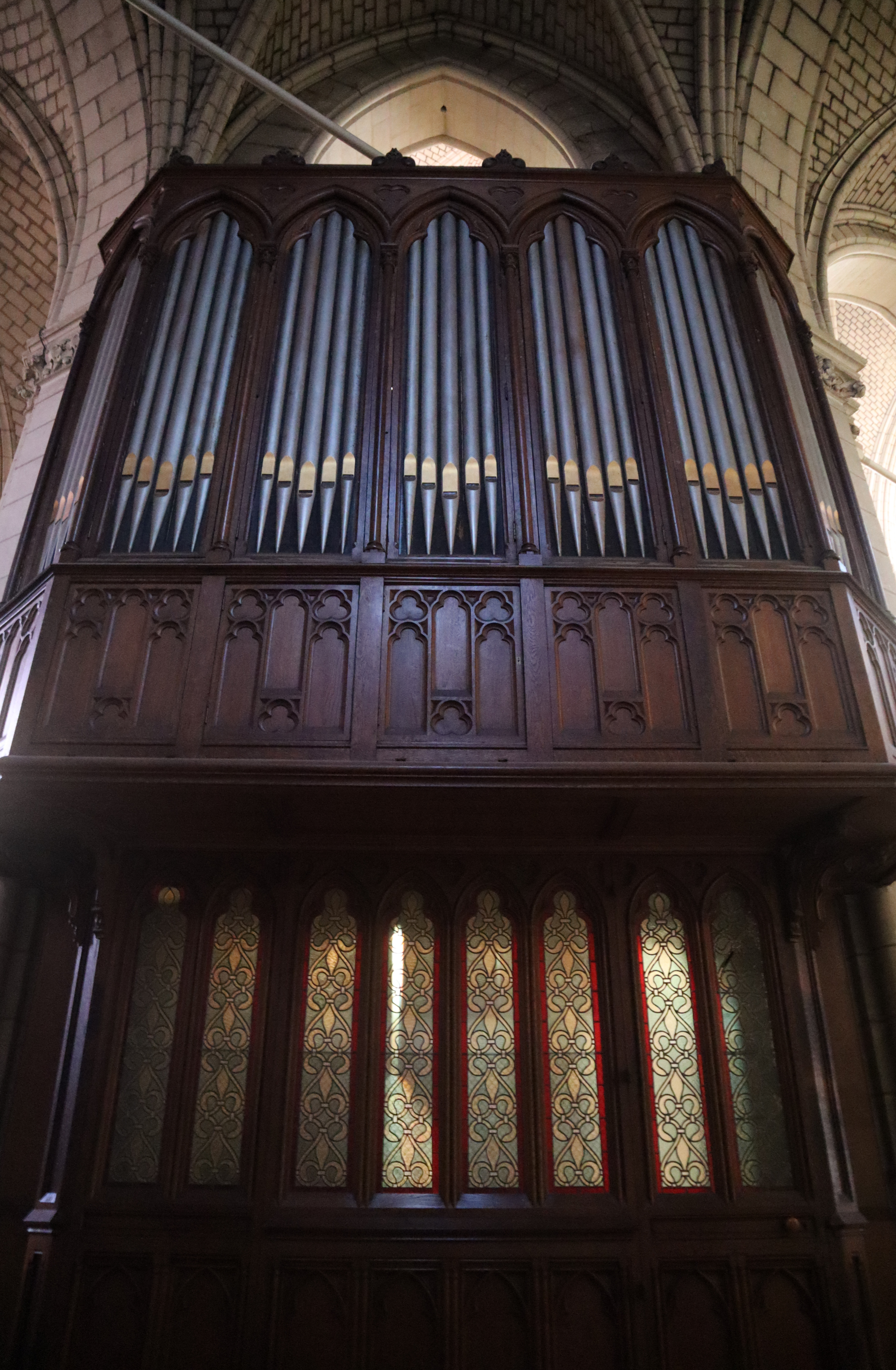
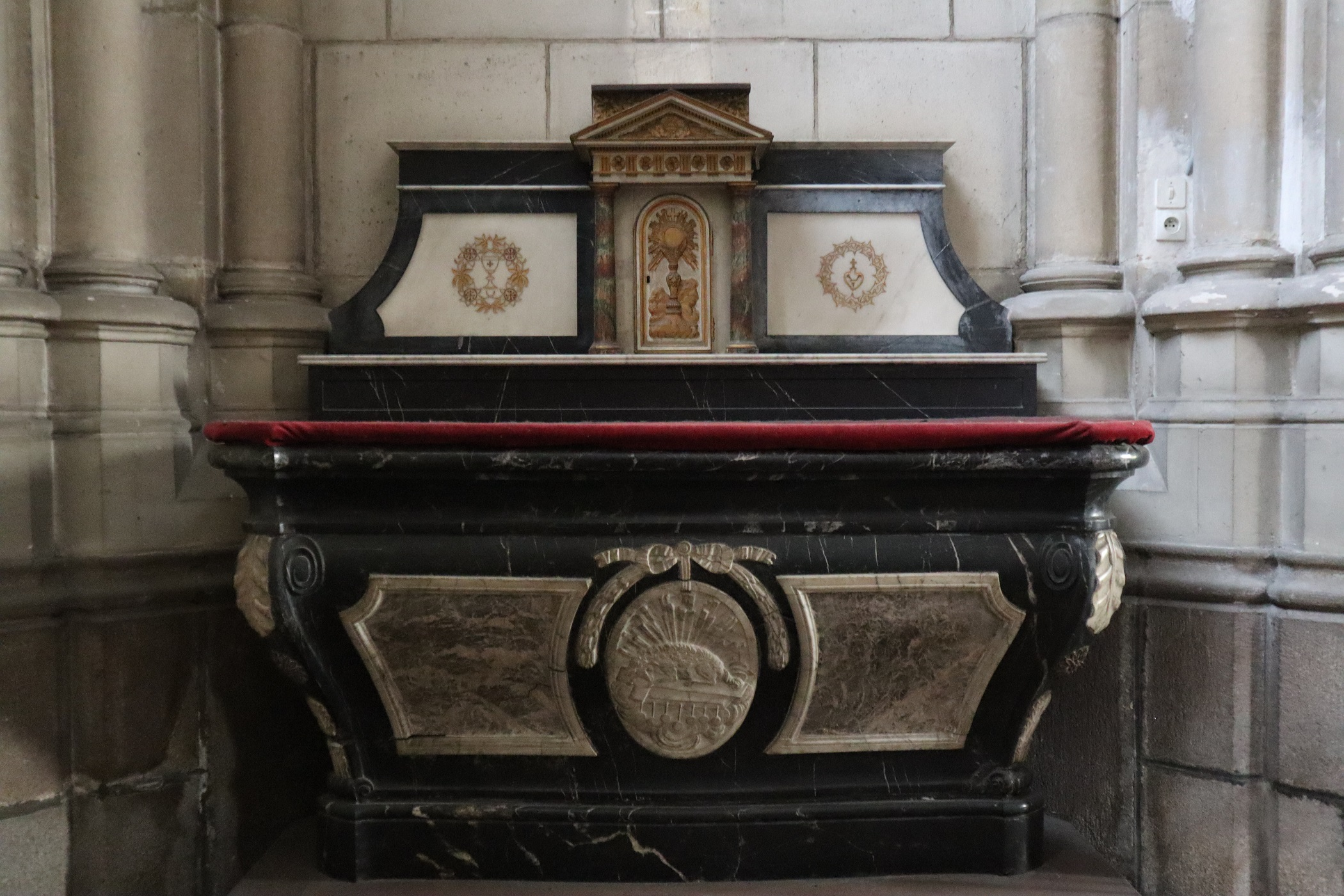